# Aukazaur
Aukazaur (Aucasaurus) – rodzaj teropoda z rodziny abelizaurów (Abelisauridae) żyjącego w późnej kredzie na terenie dzisiejszej Argentyny. Został opisany w 2002 roku przez Rodolfa Corię, Luisa Chiappego i Lowella Dingusa w oparciu o niemal kompletny szkielet (MCV-PVPH-236) wydobyty z datowanych na kampan osadów znanego z licznych skamieniałości jaj i embrionów tytanozaurów stanowiska Auca Mahuevo w formacji Río Colorado na północnym wschodzie prowincji Neuquén. Odkrycia dokonała w marcu 1999 roku ekspedycja z Museo Municipal Carmen Funes oraz Muzeum Historii Naturalnej w Los Angeles. W momencie jego opisania był to najbardziej kompletny znany szkielet abelizauryda. Nazwa Aucasaurus pochodzi od słów: Auca, odnoszącego się do Auca Mahuevo, oraz zlatynizowanego greckiego słowa sauros („jaszczur”), zaś nazwa gatunkowa gatunku typowego, garridoi, honoruje Alberta Garrido, który odkrył holotyp.
Aucasaurus był o około 30% mniejszy od innego teropoda z grupy abelizaurów – karnotaura, który mierzył około 7,6 m długości. Był do niego bardzo podobny morfologicznie, miał jednak m.in. niższe i dłuższe kość dziobową oraz okna przedoczodołowe, słabiej wykształcony wyrostek kruczy, stosunkowo dłuższe kończyny przednie, a zbudowane z kości czołowych rogi nad oczami były znacznie mniejsze. Szewrony z grzbietowo otwartymi kanałami naczyniowymi są interpretowane jako autapomorfia Aucasaurus. Według przeprowadzonej przez Corię i współpracowników analizy filogenetycznej najbliższym krewnym aukazaura jest karnotaur – rodzaje te tworzą klad, któremu autorzy nadali nazwę Carnotaurini. Późniejsze badania wsparły hipotezę o bliskim pokrewieństwie Aucasaurus i Carnotaurus.